# بخش دوگوندوتچی
بخش دوگوندوتچی (به لاتین: Dogondoutchi Department) یک منطقهٔ مسکونی در نیجر است که در ناحیه دوسو واقع شده‌است. بخش دوگوندوتچی ۶۸۲٬۲۸۹ نفر جمعیت دارد.